# Bysantinska kalendern
Den Bysantinska kalendern, Etos Kosmou Anno Mundi-tidräkningen var den officiella kalendern för ortodoxa kyrkan från ca. år 691 till 1728 i Konstantinopels ekumeniska patriarkat. Den bysantinska tidräkningen användes som den civila kalendern av Bysantinska imperiet från 988 till 1453 e.Kr. och av Ryssland från ca. 988 till 1700 e.Kr. Varefter julianska kalendern tillämpades i Ryssland år 1700 och 1728 i Konstantinopels ekumeniska patriarkat. 1923 införde Grekiska staten samt Ryssland 1918 den gregorianska kalendern och 1924 införde Grekiska kyrkan och Konstantinopels ekumeniska patriarkat den Reviderade julianska kalendern (som är snarlik den gregorianska).
Bysantinska kalendern används numera i några få östortodoxa kloster, till exempel på Athos i Grekland och Mar Saba klostret i Västbanken. I Etiopien utgör en gren av den ortodoxa kyrkan den största religionen i landet och använder fortfarande Anno Mundi.
Kalendern har sina ursprungliga rötter i Babyloniska kalendern och Anno Graecorum för system med veckor, dygn, timmar, minuter och sekunder, med månader enligt julianska kalendern (romerska kalendern) och årsberäkning enligt Anno Mundi sedan värdens skapelse år 5509 f.Kr och nyår 1 september. Vi har en obruten serie av 7 veckodagar sedan babyloniernas tid inom alla de kristna, muslimska och judiska kalendrarna.

## Bakgrund - Konciliet i Nicea - fastställde kyrkoåret
Fram till 400-talet dominerade Anno Graecorum och utgör huvudsakliga tidräkningen i Bibeln, men tappade betydelse till slut med Islams erövring av Babylon på 600-talet.
Första konciliet i Nicaea år 325 fastställde de kristna kyrkornas grunder och så också kyrkoåret och dess händelser. Man klargjorde också dygnets (helgernas) inledning vid solnedgången (kl 18) från klargörandet av världens skapelse enligt Bibelns Moseböckerna den 1 september vid solnedgången. Kyrkoårets händelser definierades uttryckt i den Julianska kalenderns månad-system men uttryckte ingen definition för årsangivelser (frågan om året för världens skapelse var under oenig debatt). Konciliet resulterade också i att alla kyrkor genom sina biskopar enades om vilken dag påsken skulle firas, så att uppståndelsens högtid, den viktigaste kristna högtiden, firades gemensamt på en dag som icke följde den judiska kalendern. Påsken definierades som första söndagen efter fullmåne efter vårdagjämningen, men man definierade kalendern i form av tabeller som följdes, då det på den tiden var svårt att klart fastslå de rätta astronomiska förhållandena. Man skiftar datum kl 18 (man räknar från världens skapelse) långt in i modern tid och fortfarande i de flesta kyrkorna.
Att räkna åren från tidernas begynnelse Anno Mundi var ju uppenbart en praktisk lösning.
Detta gör att månads-datumen var desamma i den Julianska Anno Domini-kalendern och den Bysantinska kalendern. 
- Däremot skiljde när nyår inföll. 
  - 1 januari var i allmänhet nyår i Julianska Anno Domini-kalendern, men ibland andra datum
  - 1 september var nyår i den Bysantinska kalendern
- Däremot skiljde sig årtalen 
  - 1 e.Kr. var början av tideräkningen i den Julianska Anno Domini-kalendern
  - 5509 f.Kr. var början av tideräkningen i den Bysantinska kalendern

Västlig kristendom antog aldrig fullt ut Anno Mundi-tidräkningen, på grund av skillnaden om 1 732 år mellan den latinska Vulgata från den grekiska Septuaginta-beräkningen för skapelsen. Ur ett latinskt perspektiv stämde inte den bysantinska kalendern etos kosmou med den latinska Bibeln. Men producerade till en början inte heller kronologier baserade på Vulgata som stod i kontrast till de österländska beräkningarna från Septuaginta. Eftersom Vulgata inte fullbordades förrän bara några år före Visigoternas plundring av Rom 410, fanns det lite tid för sådana utvecklingar innan de politiska omvälvningar som följde i väst. Julianska Anno Domini-kalendern började användas efter hand i väst.

## Avveckling
Julianska kalendern med Anno Domini ersatte den bysantinska kalendern i ortodoxa kyrkan 1728 och Ryssland år 1700, då man i väst redan bytt till den gregorianska kalendern, det som skiljer är alltså årsangivelser och nyårsdagen.
Ryssland införde den gregorianska kalendern vid ryska revolutionen 1918, Grekland 1 mars 1923. Där den Reviderade julianska kalendern som är snarlik den Gregorianska kalendern, infördes 1924 efter konciliet i Konstantinopel (1923) av den Grekiska kyrkan, Konstantinopels ekumeniska patriarkat och de flesta östligt ortodoxa kyrkorna, medan andra ortodoxa kyrkor använder fortfarande julianska kalendern.